# 400 meter för herrar i friidrott vid olympiska sommarspelen 2000
400 meter för herrar vid olympiska sommarspelen 2000 i Sydney avgjordes 22-25 september. 

## Medaljörer
| Gren      | Guld                | Guld  | Silver             | Silver | Brons                 | Brons |
| 400 meter | Michael Johnson USA | 43,84 | Alvin Harrison USA | 44,40  | Greg Haughton Jamaica | 44,70 |

## Resultat
- Q innebär avancemang utifrån placering i heatet.
- q innebär avancemang utifrån total placering.
- DNS innebär att personen inte startade.
- DNF innebär att personen inte fullföljde.
- DQ innebär diskvalificering.
- NR innebär nationellt rekord.
- OR innebär olympiskt rekord.
- WR innebär världsrekord.
- WJR innebär världsrekord för juniorer
- AR innebär världsdelsrekord (area record)
- PB innebär personligt rekord.
- SB innebär säsongsbästa.

### Omgång 1
| Heat 1 av 9 Datum: Fredagen den 22 september 2000 | Heat 1 av 9 Datum: Fredagen den 22 september 2000 | Heat 1 av 9 Datum: Fredagen den 22 september 2000 | Heat 1 av 9 Datum: Fredagen den 22 september 2000 | Heat 1 av 9 Datum: Fredagen den 22 september 2000 | Heat 1 av 9 Datum: Fredagen den 22 september 2000 | Heat 1 av 9 Datum: Fredagen den 22 september 2000 | Heat 1 av 9 Datum: Fredagen den 22 september 2000 | Heat 1 av 9 Datum: Fredagen den 22 september 2000 |
| Placering                                         | Placering                                         | Idrottare                                         | Nation                                            | Bana                                              | Reaktion                                          | Tid                                               | Kval                                              | Rekord                                            |
| Heat                                              | Totalt                                            | Idrottare                                         | Nation                                            | Bana                                              | Reaktion                                          | Tid                                               | Kval                                              | Rekord                                            |
| ------------------------------------------------- | ------------------------------------------------- | ------------------------------------------------- | ------------------------------------------------- | ------------------------------------------------- | ------------------------------------------------- | ------------------------------------------------- | ------------------------------------------------- | ------------------------------------------------- |
| 1                                                 | 4                                                 | Avard Moncur                                      | Bahamas                                           | 1                                                 | 0,266 s                                           | 45,23 s                                           | Q                                                 |                                                   |
| 2                                                 | 7                                                 | Daniel Caines                                     | Storbritannien                                    | 7                                                 | 0.153 s                                           | 45.39 s                                           | Q                                                 | PB                                                |
| 3                                                 | 11                                                | Casey Vincent                                     | Australien                                        | 5                                                 | 0.162 s                                           | 45.49 s                                           | Q                                                 |                                                   |
| 4                                                 | 30                                                | Dmitrij Golovastov                                | Ryssland                                          | 3                                                 | 0.234 s                                           | 45.90 s                                           | q                                                 |                                                   |
| 5                                                 | 40                                                | Takahiko Yamamura                                 | Japan                                             | 2                                                 | 0.261 s                                           | 46.25 s                                           |                                                   |                                                   |
| 6                                                 | 43                                                | Carlos Santa                                      | Dominikanska republiken                           | 4                                                 | 0.169 s                                           | 46.40 s                                           |                                                   |                                                   |
| 7                                                 | 50                                                | Piotr Rysiukiewicz                                | Polen                                             | 8                                                 | 0.227 s                                           | 46.67 s                                           |                                                   |                                                   |
| 8                                                 | 51                                                | Gerald Clervil                                    | Haiti                                             | 6                                                 | 0.556 s                                           | 46.69 s                                           |                                                   | NR                                                |

| Heat 2 av 9 Datum: Fredagen den 22 september 2000 | Heat 2 av 9 Datum: Fredagen den 22 september 2000 | Heat 2 av 9 Datum: Fredagen den 22 september 2000 | Heat 2 av 9 Datum: Fredagen den 22 september 2000 | Heat 2 av 9 Datum: Fredagen den 22 september 2000 | Heat 2 av 9 Datum: Fredagen den 22 september 2000 | Heat 2 av 9 Datum: Fredagen den 22 september 2000 | Heat 2 av 9 Datum: Fredagen den 22 september 2000 | Heat 2 av 9 Datum: Fredagen den 22 september 2000 |
| Placering                                         | Placering                                         | Idrottare                                         | Nation                                            | Bana                                              | Reaktion                                          | Tid                                               | Kval                                              | Rekord                                            |
| Heat                                              | Totalt                                            | Idrottare                                         | Nation                                            | Bana                                              | Reaktion                                          | Tid                                               | Kval                                              | Rekord                                            |
| ------------------------------------------------- | ------------------------------------------------- | ------------------------------------------------- | ------------------------------------------------- | ------------------------------------------------- | ------------------------------------------------- | ------------------------------------------------- | ------------------------------------------------- | ------------------------------------------------- |
| 1                                                 | =23                                               | Jude Monye                                        | Nigeria                                           | 8                                                 | 0,220 s                                           | 45,79 s                                           | Q                                                 |                                                   |
| 2                                                 | 26                                                | Patrick Dwyer                                     | Australien                                        | 1                                                 | 0.196 s                                           | 45.82 s                                           | Q                                                 |                                                   |
| 3                                                 | 36                                                | Alejandro Cardenas                                | Mexiko                                            | 5                                                 | 0.143 s                                           | 46.14 s                                           | Q                                                 |                                                   |
| 4                                                 | 54                                                | Neil de Silva                                     | Trinidad och Tobago                               | 2                                                 | 0.220 s                                           | 46.84 s                                           |                                                   |                                                   |
| 5                                                 | 58                                                | Gustavo Aguirre                                   | Argentina                                         | 3                                                 | 0.237 s                                           | 47.03 s                                           |                                                   |                                                   |
| 6                                                 | 59                                                | Troy McIntosh                                     | Bahamas                                           | 3                                                 | 0.237 s                                           | 47.06 s                                           |                                                   |                                                   |
| -                                                 | -                                                 | Jonas Motiejunas                                  | Litauen                                           | 7                                                 | 0.220 s                                           | DNF                                               |                                                   |                                                   |
| -                                                 | -                                                 | Kennedy Ochieng                                   | Kenya                                             | 4                                                 | 0.178 s                                           | DNF                                               |                                                   |                                                   |

| Heat 3 av 9 Datum: Fredagen den 22 september 2000 | Heat 3 av 9 Datum: Fredagen den 22 september 2000 | Heat 3 av 9 Datum: Fredagen den 22 september 2000 | Heat 3 av 9 Datum: Fredagen den 22 september 2000 | Heat 3 av 9 Datum: Fredagen den 22 september 2000 | Heat 3 av 9 Datum: Fredagen den 22 september 2000 | Heat 3 av 9 Datum: Fredagen den 22 september 2000 | Heat 3 av 9 Datum: Fredagen den 22 september 2000 | Heat 3 av 9 Datum: Fredagen den 22 september 2000 |
| Placering                                         | Placering                                         | Idrottare                                         | Nation                                            | Bana                                              | Reaktion                                          | Tid                                               | Kval                                              | Rekord                                            |
| Heat                                              | Totalt                                            | Idrottare                                         | Nation                                            | Bana                                              | Reaktion                                          | Tid                                               | Kval                                              | Rekord                                            |
| ------------------------------------------------- | ------------------------------------------------- | ------------------------------------------------- | ------------------------------------------------- | ------------------------------------------------- | ------------------------------------------------- | ------------------------------------------------- | ------------------------------------------------- | ------------------------------------------------- |
| 1                                                 | 13                                                | Sanderlei Claro Parrela                           | Brasilien                                         | 4                                                 | 0,472 s                                           | 45,55 s                                           | Q                                                 |                                                   |
| 2                                                 | =27                                               | Danny McFarlane                                   | Jamaica                                           | 3                                                 | 0.480 s                                           | 45.84 s                                           | Q                                                 |                                                   |
| 3                                                 | =27                                               | Soufiene Labidi                                   | Tunisien                                          | 3                                                 | 0.252 s                                           | 45.84 s                                           | Q                                                 |                                                   |
| 4                                                 | 29                                                | Jun Osakada                                       | Japan                                             | 6                                                 | 0.231 s                                           | 45.88 s                                           | q                                                 |                                                   |
| 5                                                 | 46                                                | Tawanda Chiwira                                   | Zimbabwe                                          | 1                                                 | 0.203 s                                           | 46.50 s                                           |                                                   |                                                   |
| 6                                                 | 52                                                | Nduka Awazie                                      | Nigeria                                           | 7                                                 | 0.319 s                                           | 46.81 s                                           |                                                   |                                                   |
| 7                                                 | 57                                                | Johnson Kubisa                                    | Botswana                                          | 8                                                 | 0.387 s                                           | 46.97 s                                           |                                                   |                                                   |
| -                                                 | -                                                 | Evripedes Demosthenous                            | Cypern                                            | 2                                                 | 0.179 s                                           | DNF                                               |                                                   |                                                   |

| Heat 4 av 9 Datum: Fredagen den 22 september 2000 | Heat 4 av 9 Datum: Fredagen den 22 september 2000 | Heat 4 av 9 Datum: Fredagen den 22 september 2000 | Heat 4 av 9 Datum: Fredagen den 22 september 2000 | Heat 4 av 9 Datum: Fredagen den 22 september 2000 | Heat 4 av 9 Datum: Fredagen den 22 september 2000 | Heat 4 av 9 Datum: Fredagen den 22 september 2000 | Heat 4 av 9 Datum: Fredagen den 22 september 2000 | Heat 4 av 9 Datum: Fredagen den 22 september 2000 |
| Placering                                         | Placering                                         | Idrottare                                         | Nation                                            | Bana                                              | Reaktion                                          | Tid                                               | Kval                                              | Rekord                                            |
| Heat                                              | Totalt                                            | Idrottare                                         | Nation                                            | Bana                                              | Reaktion                                          | Tid                                               | Kval                                              | Rekord                                            |
| ------------------------------------------------- | ------------------------------------------------- | ------------------------------------------------- | ------------------------------------------------- | ------------------------------------------------- | ------------------------------------------------- | ------------------------------------------------- | ------------------------------------------------- | ------------------------------------------------- |
| 1                                                 | 16                                                | Gregory Haughton                                  | Jamaica                                           | 8                                                 | 0,295 s                                           | 45,63 s                                           | Q                                                 |                                                   |
| 2                                                 | 18                                                | David Kipkorir Kirui                              | Kenya                                             | 2                                                 | 0.207 s                                           | 45.69 s                                           | Q                                                 | PB                                                |
| 3                                                 | 19                                                | Marc Raquil                                       | Frankrike                                         | 3                                                 | 0.238 s                                           | 45.72 s                                           | Q                                                 |                                                   |
| 4                                                 | 21                                                | Arnaud Malherbe                                   | Sydafrika                                         | 7                                                 | 0.200 s                                           | 45.73 s                                           | q                                                 |                                                   |
| 5                                                 | 22                                                | Sunday Bada                                       | Nigeria                                           | 6                                                 | 0.554 s                                           | 45.75 s                                           | q                                                 |                                                   |
| 6                                                 | 31                                                | Ato Modibo                                        | Trinidad och Tobago                               | 5                                                 | 0.486 s                                           | 45.91 s                                           |                                                   |                                                   |
| 7                                                 | 61                                                | Benjamin Youla                                    | Kongo-Brazzaville                                 | 4                                                 | 0.183 s                                           | 47.54 s                                           |                                                   |                                                   |
| 8                                                 | 63                                                | Ilija Dzjivondov                                  | Bulgarien                                         | 1                                                 | 0.200 s                                           | 48.64 s                                           |                                                   |                                                   |

| Heat 5 av 9 Datum: Fredagen den 22 september 2000 | Heat 5 av 9 Datum: Fredagen den 22 september 2000 | Heat 5 av 9 Datum: Fredagen den 22 september 2000 | Heat 5 av 9 Datum: Fredagen den 22 september 2000 | Heat 5 av 9 Datum: Fredagen den 22 september 2000 | Heat 5 av 9 Datum: Fredagen den 22 september 2000 | Heat 5 av 9 Datum: Fredagen den 22 september 2000 | Heat 5 av 9 Datum: Fredagen den 22 september 2000 | Heat 5 av 9 Datum: Fredagen den 22 september 2000 |
| Placering                                         | Placering                                         | Idrottare                                         | Nation                                            | Bana                                              | Reaktion                                          | Tid                                               | Kval                                              | Rekord                                            |
| Heat                                              | Totalt                                            | Idrottare                                         | Nation                                            | Bana                                              | Reaktion                                          | Tid                                               | Kval                                              | Rekord                                            |
| ------------------------------------------------- | ------------------------------------------------- | ------------------------------------------------- | ------------------------------------------------- | ------------------------------------------------- | ------------------------------------------------- | ------------------------------------------------- | ------------------------------------------------- | ------------------------------------------------- |
| 1                                                 | =2                                                | Hendrick Mokganyetsi                              | Sydafrika                                         | 2                                                 | 0,209 s                                           | 45,22 s                                           | Q                                                 |                                                   |
| 2                                                 | 14                                                | Piotr Haczek                                      | Polen                                             | 3                                                 | 0.248 s                                           | 45.61 s                                           | Q                                                 | SB                                                |
| 3                                                 | =23                                               | Alessandro Attene                                 | Italien                                           | 7                                                 | 0.134 s                                           | 45.79 s                                           | Q                                                 |                                                   |
| 4                                                 | 34                                                | Rohan Pradeep Kumar                               | Sri Lanka                                         | 4                                                 | 0.499 s                                           | 46.00 s                                           |                                                   |                                                   |
| 5                                                 | 37                                                | Salaheldin E Bakkar                               | Qatar                                             | 8                                                 | 0.414 s                                           | 46.16 s                                           |                                                   |                                                   |
| 6                                                 | 39                                                | Zsolt Szeglet                                     | Ungern                                            | 5                                                 | 0.176 s                                           | 46.19 s                                           |                                                   |                                                   |
| 7                                                 | 47                                                | Jamie Baulch                                      | Storbritannien                                    | 6                                                 | 0.164 s                                           | 46.52 s                                           |                                                   |                                                   |

| Heat 6 av 9 Datum: Fredagen den 22 september 2000 | Heat 6 av 9 Datum: Fredagen den 22 september 2000 | Heat 6 av 9 Datum: Fredagen den 22 september 2000 | Heat 6 av 9 Datum: Fredagen den 22 september 2000 | Heat 6 av 9 Datum: Fredagen den 22 september 2000 | Heat 6 av 9 Datum: Fredagen den 22 september 2000 | Heat 6 av 9 Datum: Fredagen den 22 september 2000 | Heat 6 av 9 Datum: Fredagen den 22 september 2000 | Heat 6 av 9 Datum: Fredagen den 22 september 2000 |
| Placering                                         | Placering                                         | Idrottare                                         | Nation                                            | Bana                                              | Reaktion                                          | Tid                                               | Kval                                              | Rekord                                            |
| Heat                                              | Totalt                                            | Idrottare                                         | Nation                                            | Bana                                              | Reaktion                                          | Tid                                               | Kval                                              | Rekord                                            |
| ------------------------------------------------- | ------------------------------------------------- | ------------------------------------------------- | ------------------------------------------------- | ------------------------------------------------- | ------------------------------------------------- | ------------------------------------------------- | ------------------------------------------------- | ------------------------------------------------- |
| 1                                                 | 1                                                 | Alvin Harrison                                    | USA                                               | 6                                                 | 0,467 s                                           | 44,96 s                                           | Q                                                 |                                                   |
| 2                                                 | 6                                                 | Davian Clarke                                     | Jamaica                                           | 5                                                 | 0.204 s                                           | 45.30 s                                           | Q                                                 |                                                   |
| 3                                                 | =7                                                | Robert Mackowiak                                  | Polen                                             | 2                                                 | 0.236 s                                           | 45.39 s                                           | Q                                                 |                                                   |
| 4                                                 | =41                                               | Anastasios Gousis                                 | Grekland                                          | 3                                                 | 0.211 s                                           | 46.38 s                                           |                                                   |                                                   |
| 5                                                 | =41                                               | Fawzi Al Shammari                                 | Kuwait                                            | 7                                                 | 0.157 s                                           | 46.38 s                                           |                                                   |                                                   |
| 6                                                 | 49                                                | Paramjit Singh                                    | Indien                                            | 8                                                 | 0.188 s                                           | 46.64 s                                           |                                                   |                                                   |
| 7                                                 | 60                                                | Philiph Mukomana                                  | Zimbabwe                                          | 4                                                 | 0.503 s                                           | 47.11 s                                           |                                                   |                                                   |

| Heat 7 av 9 Datum: Fredagen den 22 september 2000 | Heat 7 av 9 Datum: Fredagen den 22 september 2000 | Heat 7 av 9 Datum: Fredagen den 22 september 2000 | Heat 7 av 9 Datum: Fredagen den 22 september 2000 | Heat 7 av 9 Datum: Fredagen den 22 september 2000 | Heat 7 av 9 Datum: Fredagen den 22 september 2000 | Heat 7 av 9 Datum: Fredagen den 22 september 2000 | Heat 7 av 9 Datum: Fredagen den 22 september 2000 | Heat 7 av 9 Datum: Fredagen den 22 september 2000 |
| Placering                                         | Placering                                         | Idrottare                                         | Nation                                            | Bana                                              | Reaktion                                          | Tid                                               | Kval                                              | Rekord                                            |
| Heat                                              | Totalt                                            | Idrottare                                         | Nation                                            | Bana                                              | Reaktion                                          | Tid                                               | Kval                                              | Rekord                                            |
| ------------------------------------------------- | ------------------------------------------------- | ------------------------------------------------- | ------------------------------------------------- | ------------------------------------------------- | ------------------------------------------------- | ------------------------------------------------- | ------------------------------------------------- | ------------------------------------------------- |
| 1                                                 | 5                                                 | Michael Johnson                                   | USA                                               | 5                                                 | 0,176 s                                           | 45,25 s                                           | Q                                                 |                                                   |
| 2                                                 | 12                                                | David Canal                                       | Spanien                                           | 2                                                 | 0.189 s                                           | 45.53 s                                           | Q                                                 | SB                                                |
| 3                                                 | =19                                               | Ibrahima Wade                                     | Frankrike                                         | 3                                                 | 0.262 s                                           | 45.72 s                                           | Q                                                 |                                                   |
| 4                                                 | 35                                                | Malik Louahla                                     | Algeriet                                          | 7                                                 | 0.158 s                                           | 46.06 s                                           |                                                   |                                                   |
| 5                                                 | 45                                                | Sean Baldock                                      | Storbritannien                                    | 4                                                 | 0.180 s                                           | 46.45 s                                           |                                                   |                                                   |
| 6                                                 | 55                                                | Fabian Rollins                                    | Barbados                                          | 8                                                 | 0.447 s                                           | 46.85 s                                           |                                                   |                                                   |
| 7                                                 | 56                                                | Oleksandr Kajdasj                                 | Ukraina                                           | 6                                                 | 0.586 s                                           | 46.88 s                                           |                                                   |                                                   |

| Heat 8 av 9 Datum: Fredagen den 22 september 2000 | Heat 8 av 9 Datum: Fredagen den 22 september 2000 | Heat 8 av 9 Datum: Fredagen den 22 september 2000 | Heat 8 av 9 Datum: Fredagen den 22 september 2000 | Heat 8 av 9 Datum: Fredagen den 22 september 2000 | Heat 8 av 9 Datum: Fredagen den 22 september 2000 | Heat 8 av 9 Datum: Fredagen den 22 september 2000 | Heat 8 av 9 Datum: Fredagen den 22 september 2000 | Heat 8 av 9 Datum: Fredagen den 22 september 2000 |
| Placering                                         | Placering                                         | Idrottare                                         | Nation                                            | Bana                                              | Reaktion                                          | Tid                                               | Kval                                              | Rekord                                            |
| Heat                                              | Totalt                                            | Idrottare                                         | Nation                                            | Bana                                              | Reaktion                                          | Tid                                               | Kval                                              | Rekord                                            |
| ------------------------------------------------- | ------------------------------------------------- | ------------------------------------------------- | ------------------------------------------------- | ------------------------------------------------- | ------------------------------------------------- | ------------------------------------------------- | ------------------------------------------------- | ------------------------------------------------- |
| 1                                                 | =2                                                | Hamdan O Al-Bishi                                 | Saudiarabien                                      | 4                                                 | 0,153 s                                           | 45,22 s                                           | Q                                                 | NR                                                |
| 2                                                 | =9                                                | Sugath Thilakaratne                               | Sri Lanka                                         | 2                                                 | 0.211 s                                           | 45.48 s                                           | Q                                                 |                                                   |
| 3                                                 | =9                                                | Ibrahim Ismail Muftah                             | Qatar                                             | 1                                                 | 0.234 s                                           | 45.48 s                                           | Q                                                 |                                                   |
| 4                                                 | 17                                                | Eric Milazar                                      | Mauritius                                         | 5                                                 | 0.459 s                                           | 45.66 s                                           | q                                                 |                                                   |
| 5                                                 | 44                                                | Stefan Balosak                                    | Slovakien                                         | 3                                                 | 0.192 s                                           | 46.42 s                                           |                                                   |                                                   |
| 6                                                 | 48                                                | Kenji Tabata                                      | Japan                                             | 7                                                 | 0.143 s                                           | 46.59 s                                           |                                                   |                                                   |
| 7                                                 | 62                                                | Rudieon Sylvan                                    | Grenada                                           | 8                                                 | 0.241 s                                           | 48.17 s                                           |                                                   |                                                   |
| 8                                                 | 64                                                | Basheer Al Khewani                                | Jemen                                             | 6                                                 | 0.452 s                                           | 49.72 s                                           |                                                   | PB                                                |

| Heat 9 av 9 Datum: Fredagen den 22 september 2000 | Heat 9 av 9 Datum: Fredagen den 22 september 2000 | Heat 9 av 9 Datum: Fredagen den 22 september 2000 | Heat 9 av 9 Datum: Fredagen den 22 september 2000 | Heat 9 av 9 Datum: Fredagen den 22 september 2000 | Heat 9 av 9 Datum: Fredagen den 22 september 2000 | Heat 9 av 9 Datum: Fredagen den 22 september 2000 | Heat 9 av 9 Datum: Fredagen den 22 september 2000 | Heat 9 av 9 Datum: Fredagen den 22 september 2000 |
| Placering                                         | Placering                                         | Idrottare                                         | Nation                                            | Bana                                              | Reaktion                                          | Tid                                               | Kval                                              | Rekord                                            |
| Heat                                              | Totalt                                            | Idrottare                                         | Nation                                            | Bana                                              | Reaktion                                          | Tid                                               | Kval                                              | Rekord                                            |
| ------------------------------------------------- | ------------------------------------------------- | ------------------------------------------------- | ------------------------------------------------- | ------------------------------------------------- | ------------------------------------------------- | ------------------------------------------------- | ------------------------------------------------- | ------------------------------------------------- |
| 1                                                 | 15                                                | Antonio Pettigrew                                 | USA                                               | 3                                                 | 0,328 s                                           | 45,62 s                                           | Q                                                 |                                                   |
| 2                                                 | 25                                                | Christopher Brown                                 | Bahamas                                           | 4                                                 | 0.505 s                                           | 45.80 s                                           | Q                                                 |                                                   |
| 3                                                 | 32                                                | Davis Kamoga                                      | Uganda                                            | 6                                                 | 0.625 s                                           | 45.92 s                                           | Q                                                 | SB                                                |
| 4                                                 | 33                                                | Metija Sestak                                     | Slovenien                                         | 7                                                 | 0.295 s                                           | 45.95 s                                           |                                                   |                                                   |
| 5                                                 | 38                                                | Tomas Coman                                       | Irland                                            | 5                                                 | 0.263 s                                           | 46.17 s                                           |                                                   |                                                   |
| 6                                                 | 53                                                | Juan Pedro Toledo                                 | Mexiko                                            | 2                                                 | 0.282 s                                           | 46.82 s                                           |                                                   |                                                   |
| -                                                 | -                                                 | Daniel Batman                                     | Australien                                        | 8                                                 | 0.378 s                                           | DNF                                               |                                                   |                                                   |

Totala resultat Omgång 1
| Omgång 1 Totala resultat | Omgång 1 Totala resultat | Omgång 1 Totala resultat | Omgång 1 Totala resultat | Omgång 1 Totala resultat | Omgång 1 Totala resultat | Omgång 1 Totala resultat | Omgång 1 Totala resultat | Omgång 1 Totala resultat |
| Placering                | Idrottare                | Nation                   | Heat                     | Bana                     | Placering                | Tid                      | Kval                     | Rekord                   |
| ------------------------ | ------------------------ | ------------------------ | ------------------------ | ------------------------ | ------------------------ | ------------------------ | ------------------------ | ------------------------ |
| 1                        | Alvin Harrison           | USA                      | 6                        | 6                        | 1                        | 44,96 s                  | Q                        |                          |
| 2                        | Hamdan O Al-Bishi        | Saudiarabien             | 8                        | 4                        | 1                        | 45.22 s                  | Q                        | NR                       |
| 2                        | Hendrick Mokganyetsi     | Sydafrika                | 5                        | 2                        | 1                        | 45.22 s                  | Q                        |                          |
| 4                        | Avard Moncur             | Bahamas                  | 1                        | 1                        | 1                        | 45.23 s                  | Q                        |                          |
| 5                        | Michael Johnson          | USA                      | 7                        | 5                        | 1                        | 45.25 s                  | Q                        |                          |
| 6                        | Davian Clarke            | Jamaica                  | 6                        | 5                        | 2                        | 45.30 s                  | Q                        |                          |
| 7                        | Daniel Caines            | Storbritannien           | 1                        | 7                        | 2                        | 45.39 s                  | Q                        | PB                       |
| 7                        | Robert Mackowiak         | Polen                    | 6                        | 2                        | 3                        | 45.39 s                  | Q                        |                          |
| 9                        | Ibrahim Ismail Muftah    | Qatar                    | 8                        | 1                        | 3                        | 45.48 s                  | Q                        |                          |
| 9                        | Sugath Thilakaratne      | Sri Lanka                | 8                        | 2                        | 2                        | 45.48 s                  | Q                        |                          |
| 11                       | Casey Vincent            | Australien               | 1                        | 5                        | 3                        | 45.49 s                  | Q                        |                          |
| 12                       | David Canal              | Spanien                  | 7                        | 2                        | 2                        | 45.53 s                  | Q                        | SB                       |
| 13                       | Sanderlei Claro Parrela  | Brasilien                | 3                        | 4                        | 1                        | 45.55 s                  | Q                        |                          |
| 14                       | Piotr Haczek             | Polen                    | 5                        | 3                        | 2                        | 45.61 s                  | Q                        | SB                       |
| 15                       | Antonio Pettigrew        | USA                      | 9                        | 3                        | 1                        | 45.62 s                  | Q                        |                          |
| 16                       | Gregory Haughton         | Jamaica                  | 4                        | 8                        | 1                        | 45.63 s                  | Q                        |                          |
| 17                       | Eric Milazar             | Mauritius                | 8                        | 5                        | 4                        | 45.66 s                  | q                        |                          |
| 18                       | David Kipkorir Kirui     | Kenya                    | 4                        | 2                        | 2                        | 45.69 s                  | Q                        | PB                       |
| 19                       | Marc Raquil              | Frankrike                | 4                        | 3                        | 3                        | 45.72 s                  | Q                        |                          |
| 19                       | Ibrahima Wade            | Frankrike                | 7                        | 3                        | 3                        | 45.72 s                  | Q                        |                          |
| 21                       | Arnaud Malherbe          | Sydafrika                | 4                        | 7                        | 4                        | 45.73 s                  | q                        |                          |
| 22                       | Sunday Bada              | Nigeria                  | 4                        | 6                        | 5                        | 45.75 s                  | q                        |                          |
| 23                       | Alessandro Attene        | Italien                  | 5                        | 7                        | 3                        | 45.79 s                  | Q                        |                          |
| 23                       | Jude Monye               | Nigeria                  | 2                        | 8                        | 1                        | 45.79 s                  | Q                        |                          |
| 25                       | Christopher Brown        | Bahamas                  | 8                        | 4                        | 2                        | 45.80 s                  | Q                        |                          |
| 26                       | Patrick Dwyer            | Australien               | 2                        | 1                        | 2                        | 45.82 s                  | Q                        |                          |
| 27                       | Soufiene Labidi          | Tunisien                 | 3                        | 3                        | 3                        | 45.84 s                  | Q                        |                          |
| 27                       | Danny McFarlane          | Jamaica                  | 3                        | 5                        | 2                        | 45.84 s                  | Q                        |                          |
| 29                       | Jun Osakada              | Japan                    | 3                        | 6                        | 4                        | 45.88 s                  | q                        |                          |
| 30                       | Dmitrij Golovastov       | Ryssland                 | 1                        | 3                        | 4                        | 45.90 s                  | q                        |                          |
| 31                       | Ato Modibo               | Trinidad och Tobago      | 4                        | 5                        | 6                        | 45.91 s                  |                          |                          |
| 32                       | Davis Kamoga             | Uganda                   | 9                        | 6                        | 3                        | 45.82 s                  | Q                        | SB                       |
| 33                       | Matija Sestak            | Slovenien                | 9                        | 7                        | 4                        | 45.95 s                  |                          |                          |
| 34                       | Rhohan Pradeep Kumar     | Sri Lanka                | 5                        | 4                        | 4                        | 46.00 s                  |                          |                          |
| 35                       | Malik Louahla            | Algeriet                 | 7                        | 4                        | 4                        | 46.06 s                  |                          |                          |
| 36                       | Alejandro Cardenas       | Mexiko                   | 2                        | 5                        | 3                        | 46.14 s                  | Q                        |                          |
| 37                       | Salaheldin E Bakkar      | Qatar                    | 5                        | 8                        | 5                        | 46.16 s                  |                          |                          |
| 38                       | Tomas Coman              | Irland                   | 9                        | 5                        | 5                        | 46.17 s                  |                          |                          |
| 39                       | Zsolt Szeglet            | Ungern                   | 5                        | 5                        | 6                        | 46.19 s                  |                          |                          |
| 40                       | Takahiko Yamamura        | Japan                    | 1                        | 2                        | 5                        | 46.25 s                  |                          |                          |
| 41                       | Fawzi Al Shammari        | Kuwait                   | 6                        | 7                        | 5                        | 46.38 s                  |                          |                          |
| 41                       | Anastasios Gousis        | Grekland                 | 6                        | 3                        | 4                        | 46.38 s                  |                          |                          |
| 43                       | Carlos Santa             | Dominikanska republiken  | 1                        | 4                        | 6                        | 46.40 s                  |                          |                          |
| 44                       | Stefan Balosak           | Slovakien                | 8                        | 3                        | 5                        | 46.42 s                  |                          |                          |
| 45                       | Sean Baldock             | Storbritannien           | 7                        | 4                        | 5                        | 46.45 s                  |                          |                          |
| 46                       | Tawanda Chiwira          | Zimbabwe                 | 3                        | 1                        | 5                        | 46.50 s                  |                          |                          |
| 47                       | Jamie Baulch             | Storbritannien           | 5                        | 6                        | 7                        | 46.52 s                  |                          |                          |
| 48                       | Kenji Tabata             | Japan                    | 8                        | 7                        | 6                        | 46.59 s                  |                          |                          |
| 49                       | Paramjit Singh           | Indien                   | 6                        | 8                        | 8                        | 46.64 s                  |                          |                          |
| 50                       | Piotr Rysiukiewicz       | Polen                    | 1                        | 8                        | 7                        | 46.67 s                  |                          |                          |
| 51                       | Gerald Clervil           | Haiti                    | 1                        | 6                        | 8                        | 46.69 s                  |                          | NR                       |
| 52                       | Nduka Awazie             | Nigeria                  | 3                        | 7                        | 6                        | 46.81 s                  |                          |                          |
| 53                       | Juan Pedro Toledo        | Mexiko                   | 9                        | 2                        | 6                        | 46.82 s                  |                          |                          |
| 54                       | Neil de Silva            | Trinidad och Tobago      | 2                        | 2                        | 4                        | 46.84 s                  |                          |                          |
| 55                       | Fabian Rollins           | Barbados                 | 7                        | 8                        | 6                        | 46.85 s                  |                          |                          |
| 56                       | Oleksandr Kajdasj        | Ukraina                  | 7                        | 6                        | 7                        | 46.88 s                  |                          |                          |
| 57                       | Johnson Kubisa           | Botswana                 | 3                        | 8                        | 7                        | 46.97 s                  |                          |                          |
| 58                       | Gustavo Aguirre          | Argentina                | 2                        | 3                        | 5                        | 47.03 s                  |                          |                          |
| 59                       | Troy McIntosh            | Bahamas                  | 2                        | 6                        | 6                        | 47.06 s                  |                          |                          |
| 60                       | Philiph Mukomana         | Zimbabwe                 | 6                        | 4                        | 7                        | 47.11 s                  |                          |                          |
| 61                       | Benjamin Youla           | Kongo-Brazzaville        | 4                        | 4                        | 7                        | 47.54 s                  |                          |                          |
| 62                       | Rudieon Sylvan           | Grenada                  | 8                        | 8                        | 7                        | 48.17 s                  |                          |                          |
| 63                       | Ilija Dzjivondov         | Bulgarien                | 4                        | 1                        | 8                        | 48.64 s                  |                          |                          |
| 64                       | Basheer Al Khewani       | Jemen                    | 8                        | 6                        | 8                        | 49.72 s                  |                          | PB                       |
| -                        | Daniel Batman            | Australien               | 9                        | 8                        | -                        | DNF                      |                          |                          |
| -                        | Evripedes Demosthenous   | Cypern                   | 3                        | 2                        | -                        | DNF                      |                          |                          |
| -                        | Jonas Motiejunas         | Litauen                  | 2                        | 7                        | -                        | DNF                      |                          |                          |
| -                        | Kennedy Ochieng          | Kenya                    | 2                        | 4                        | -                        | DNF                      |                          |                          |

### Omgång 2
| Heat 1 av 4 Datum: Lördag 23 september 2000 | Heat 1 av 4 Datum: Lördag 23 september 2000 | Heat 1 av 4 Datum: Lördag 23 september 2000 | Heat 1 av 4 Datum: Lördag 23 september 2000 | Heat 1 av 4 Datum: Lördag 23 september 2000 | Heat 1 av 4 Datum: Lördag 23 september 2000 | Heat 1 av 4 Datum: Lördag 23 september 2000 | Heat 1 av 4 Datum: Lördag 23 september 2000 | Heat 1 av 4 Datum: Lördag 23 september 2000 |
| Placering                                   | Placering                                   | Idrottare                                   | Nation                                      | Bana                                        | Reaktion                                    | Tid                                         | Kval                                        | Rekord                                      |
| Heat                                        | Totalt                                      | Idrottare                                   | Nation                                      | Bana                                        | Reaktion                                    | Tid                                         | Kval                                        | Rekord                                      |
| ------------------------------------------- | ------------------------------------------- | ------------------------------------------- | ------------------------------------------- | ------------------------------------------- | ------------------------------------------- | ------------------------------------------- | ------------------------------------------- | ------------------------------------------- |
| 1                                           | 6                                           | Michael Johnson                             | USA                                         | 4                                           | 0,150 s                                     | 45,31 s                                     | Q                                           |                                             |
| 2                                           | 13                                          | Piotr Haczek                                | Polen                                       | 1                                           | 0.251 s                                     | 45.43 s                                     | Q                                           | PB                                          |
| 3                                           | =13                                         | Avard Moncur                                | Bahamas                                     | 5                                           |                                             | 45.43 s                                     | Q                                           |                                             |
| 4                                           | 15                                          | Casey Vincent                               | Australien                                  | 8                                           | 0.163 s                                     | 45.45 s                                     | Q                                           |                                             |
| 5                                           | 16                                          | Eric Milazar                                | Mauritius                                   | 7                                           | 0.364 s                                     | 45.52 s                                     |                                             |                                             |
| 6                                           | =17                                         | Sugath Thilakaratne                         | Sri Lanka                                   | 6                                           | 0.199 s                                     | 45.54 s                                     |                                             |                                             |
| 7                                           | =17                                         | David Canal                                 | Spanien                                     | 3                                           | 0.221 s                                     | 45.54 s                                     |                                             |                                             |
| 8                                           | 21                                          | Arnaud Malherbe                             | Sydafrika                                   | 2                                           | 0.192 s                                     | 45.59 s                                     |                                             |                                             |

| Heat 2 av 4 Datum: Lördag 23 september 2000 | Heat 2 av 4 Datum: Lördag 23 september 2000 | Heat 2 av 4 Datum: Lördag 23 september 2000 | Heat 2 av 4 Datum: Lördag 23 september 2000 | Heat 2 av 4 Datum: Lördag 23 september 2000 | Heat 2 av 4 Datum: Lördag 23 september 2000 | Heat 2 av 4 Datum: Lördag 23 september 2000 | Heat 2 av 4 Datum: Lördag 23 september 2000 | Heat 2 av 4 Datum: Lördag 23 september 2000 |
| Placering                                   | Placering                                   | Idrottare                                   | Nation                                      | Bana                                        | Reaktion                                    | Tid                                         | Kval                                        | Rekord                                      |
| Heat                                        | Totalt                                      | Idrottare                                   | Nation                                      | Bana                                        | Reaktion                                    | Tid                                         | Kval                                        | Rekord                                      |
| ------------------------------------------- | ------------------------------------------- | ------------------------------------------- | ------------------------------------------- | ------------------------------------------- | ------------------------------------------- | ------------------------------------------- | ------------------------------------------- | ------------------------------------------- |
| 1                                           | 3                                           | Davian Clarke                               | Jamaica                                     | 3                                           | 0,283 s                                     | 45,06 s                                     | Q                                           | SB                                          |
| 2                                           | =7                                          | Antonio Pettigrew                           | USA                                         | 4                                           | 0.475 s                                     | 46.35 s                                     | Q                                           |                                             |
| 3                                           | =7                                          | Hamdan O Al-Bishi                           | Saudiarabien                                | 6                                           | 0.600 s                                     | 45.35 s                                     | Q                                           |                                             |
| 4                                           | 12                                          | Danny McFarlane                             | Jamaica                                     | 8                                           | 0.183 s                                     | 45.40 s                                     | Q                                           |                                             |
| 5                                           | 22                                          | Ibrahima Wade                               | Frankrike                                   | 7                                           | 0.223 s                                     | 45.61 s                                     |                                             |                                             |
| 6                                           | 25                                          | Davis Kamoga                                | Uganda                                      | 2                                           | 0.207 s                                     | 45.74 s                                     |                                             | SB                                          |
| 7                                           | 29                                          | David Kirui                                 | Kenya                                       | 5                                           |                                             | 46.00 s                                     |                                             |                                             |
| 8                                           | 31                                          | Jun Osakada                                 | Japan                                       | 1                                           | 0.217 s                                     | 46.15 s                                     |                                             |                                             |

| Heat 3 av 4 Datum: Lördag 23 september 2000 | Heat 3 av 4 Datum: Lördag 23 september 2000 | Heat 3 av 4 Datum: Lördag 23 september 2000 | Heat 3 av 4 Datum: Lördag 23 september 2000 | Heat 3 av 4 Datum: Lördag 23 september 2000 | Heat 3 av 4 Datum: Lördag 23 september 2000 | Heat 3 av 4 Datum: Lördag 23 september 2000 | Heat 3 av 4 Datum: Lördag 23 september 2000 | Heat 3 av 4 Datum: Lördag 23 september 2000 |
| Placering                                   | Placering                                   | Idrottare                                   | Nation                                      | Bana                                        | Reaktion                                    | Tid                                         | Kval                                        | Rekord                                      |
| Heat                                        | Totalt                                      | Idrottare                                   | Nation                                      | Bana                                        | Reaktion                                    | Tid                                         | Kval                                        | Rekord                                      |
| ------------------------------------------- | ------------------------------------------- | ------------------------------------------- | ------------------------------------------- | ------------------------------------------- | ------------------------------------------- | ------------------------------------------- | ------------------------------------------- | ------------------------------------------- |
| 1                                           | 1                                           | Alvin Harrison                              | USA                                         | 6                                           | 0,195 s                                     | 44,25 s                                     | Q                                           |                                             |
| 2                                           | 4                                           | Gregory Haughton                            | Jamaica                                     | 4                                           | 0.475 s                                     | 45.08 s                                     | Q                                           |                                             |
| 3                                           | =7                                          | Alessandro Attene                           | Italien                                     | 7                                           | 0.150 s                                     | 45.35 s                                     | Q                                           | PB                                          |
| 4                                           | 11                                          | Patrick Dwyer                               | Australien                                  | 8                                           | 0.174 s                                     | 45.38 s                                     | Q                                           |                                             |
| 5                                           | =23                                         | Dmitrij Golovastov                          | Ryssland                                    | 1                                           | 0.184 s                                     | 45.66 s                                     |                                             |                                             |
| 6                                           | 26                                          | Christopher Brown                           | Bahamas                                     | 5                                           | 0.204 s                                     | 45.76 s                                     |                                             |                                             |
| 7                                           | 30                                          | Soufiene Labidi                             | Tunisien                                    | 2                                           | 0.215 s                                     | 46.01 s                                     |                                             |                                             |
| 8                                           | 32                                          | Jude Monye                                  | Nigeria                                     | 3                                           | 0.203 s                                     | 46.32 s                                     |                                             |                                             |

| Heat 4 av 4 Datum: Lördag 23 september 2000 | Heat 4 av 4 Datum: Lördag 23 september 2000 | Heat 4 av 4 Datum: Lördag 23 september 2000 | Heat 4 av 4 Datum: Lördag 23 september 2000 | Heat 4 av 4 Datum: Lördag 23 september 2000 | Heat 4 av 4 Datum: Lördag 23 september 2000 | Heat 4 av 4 Datum: Lördag 23 september 2000 | Heat 4 av 4 Datum: Lördag 23 september 2000 | Heat 4 av 4 Datum: Lördag 23 september 2000 |
| Placering                                   | Placering                                   | Idrottare                                   | Nation                                      | Bana                                        | Reaktion                                    | Tid                                         | Kval                                        | Rekord                                      |
| Heat                                        | Totalt                                      | Idrottare                                   | Nation                                      | Bana                                        | Reaktion                                    | Tid                                         | Kval                                        | Rekord                                      |
| ------------------------------------------- | ------------------------------------------- | ------------------------------------------- | ------------------------------------------- | ------------------------------------------- | ------------------------------------------- | ------------------------------------------- | ------------------------------------------- | ------------------------------------------- |
| 1                                           | 2                                           | Robert Mackowiak                            | Polen                                       | 7                                           | 0,194 s                                     | 45,01 s                                     | Q                                           | PB                                          |
| 2                                           | 5                                           | Hendrick Mokganyetsi                        | Sydafrika                                   | 4                                           | 0.440 s                                     | 45.15 s                                     | Q                                           |                                             |
| 3                                           | 10                                          | Daniel Caines                               | Storbritannien                              | 5                                           | 0.161 s                                     | 45.37 s                                     | Q                                           | PB                                          |
| 4                                           | 19                                          | Sanderlei Claro Parrela                     | Brasilien                                   | 3                                           | 0.302 s                                     | 45.55 s                                     | Q                                           |                                             |
| 5                                           | =23                                         | Dmitrij Golovastov                          | Ryssland                                    | 1                                           | 0.184 s                                     | 45.66 s                                     |                                             |                                             |
| 6                                           | =23                                         | Alejandro Cardenas                          | Mexiko                                      | 1                                           | 0.139 s                                     | 45.66 s                                     |                                             |                                             |
| 7                                           | 27                                          | Sunday Bada                                 | Nigeria                                     | 8                                           | 0.226 s                                     | 45.83 s                                     |                                             |                                             |
| 8                                           | 28                                          | Ibrahim Ismail Muftah                       | Qatar                                       | 6                                           | 0.549 s                                     | 45.96 s                                     |                                             |                                             |

Totala resultat Omgång 2
| Omgång 2 Totala resultat | Omgång 2 Totala resultat | Omgång 2 Totala resultat | Omgång 2 Totala resultat | Omgång 2 Totala resultat | Omgång 2 Totala resultat | Omgång 2 Totala resultat | Omgång 2 Totala resultat | Omgång 2 Totala resultat |
| Placering                | Idrottare                | Nation                   | Heat                     | Bana                     | Placering                | Tid                      | Kval                     | Rekord                   |
| ------------------------ | ------------------------ | ------------------------ | ------------------------ | ------------------------ | ------------------------ | ------------------------ | ------------------------ | ------------------------ |
| 1                        | Alvin Harrison           | USA                      | 3                        | 6                        | 1                        | 44,25 s                  | Q                        |                          |
| 2                        | Robert Mackowiak         | Polen                    | 4                        | 7                        | 1                        | 45.01 s                  | Q                        | PB                       |
| 3                        | Davian Clarke            | Jamaica                  | 2                        | 3                        | 1                        | 45.06 s                  | Q                        | SB                       |
| 4                        | Gregory Haughton         | Jamaica                  | 3                        | 4                        | 2                        | 45.08 s                  | Q                        |                          |
| 5                        | Hendrick Mokganyetsi     | Sydafrika                | 4                        | 4                        | 2                        | 45.15 s                  | Q                        |                          |
| 6                        | Michael Johnson          | USA                      | 1                        | 4                        | 1                        | 45.31 s                  | Q                        |                          |
| 7                        | Hamdan O Al-Bishi        | Saudiarabien             | 2                        | 6                        | 3                        | 45.35 s                  | Q                        |                          |
| 7                        | Alessandro Attene        | Italien                  | 3                        | 7                        | 3                        | 45.35 s                  | Q                        | PB                       |
| 7                        | Antonio Pettigrew        | USA                      | 2                        | 4                        | 2                        | 45.35 s                  | Q                        |                          |
| 10                       | Daniel Caines            | Storbritannien           | 4                        | 5                        | 3                        | 45.37 s                  | Q                        | PB                       |
| 11                       | Patrick Dwyer            | Australien               | 3                        | 8                        | 4                        | 45.38 s                  | Q                        |                          |
| 12                       | Danny McFarlane          | Jamaica                  | 2                        | 8                        | 4                        | 45.40 s                  | Q                        |                          |
| 13                       | Piotr Haczek             | Polen                    | 1                        | 1                        | 2                        | 45.43 s                  | Q                        | PB                       |
| 13                       | Avard Moncur             | Bahamas                  | 1                        | 5                        | 3                        | 45.43 s                  | Q                        |                          |
| 15                       | Casey Vincent            | Australien               | 1                        | 8                        | 4                        | 45.45 s                  | Q                        |                          |
| 16                       | Eric Milazar             | Mauritius                | 1                        | 7                        | 5                        | 45.52 s                  |                          |                          |
| 17                       | David Canal              | Spanien                  | 1                        | 3                        | 7                        | 45.54 s                  |                          |                          |
| 17                       | Sugath Thilakaratne      | Sri Lanka                | 1                        | 6                        | 6                        | 45.54 s                  |                          |                          |
| 19                       | Sanderlei Claro Parrela  | Brasilien                | 4                        | 3                        | 4                        | 45.50 s                  | Q                        |                          |
| 20                       | Marc Raquil              | Frankrike                | 4                        | 2                        | 5                        | 45.56 s                  |                          |                          |
| 21                       | Arnaud Malherbe          | Sydafrika                | 1                        | 2                        | 8                        | 45.59 s                  |                          |                          |
| 22                       | Ibrahima Wade            | Frankrike                | 2                        | 7                        | 5                        | 45.61 s                  |                          |                          |
| 23                       | Alejandro Cardenas       | Mexiko                   | 4                        | 1                        | 6                        | 45.66 s                  |                          |                          |
| 23                       | Dmitrij Golovastov       | Ryssland                 | 3                        | 1                        | 5                        | 45.66 s                  |                          |                          |
| 25                       | Davis Kamoga             | Uganda                   | 2                        | 2                        | 6                        | 45.74 s                  |                          |                          |
| 26                       | Christopher Brown        | Bahamas                  | 3                        | 5                        | 6                        | 45.76 s                  |                          |                          |
| 27                       | Sunday Bada              | Nigeria                  | 4                        | 8                        | 7                        | 45.83 s                  |                          |                          |
| 28                       | Ibrahim Ismail Muftah    | Qatar                    | 4                        | 6                        | 8                        | 45.96 s                  |                          |                          |
| 29                       | David Kirui              | Kenya                    | 2                        | 5                        | 7                        | 46.00 s                  |                          |                          |
| 30                       | Soufiene Labidi          | Tunisien                 | 3                        | 2                        | 7                        | 46.01 s                  |                          |                          |
| 31                       | Jun Osakada              | Japan                    | 2                        | 1                        | 8                        | 46.15 s                  |                          |                          |
| 32                       | Jude Monye               | Nigeria                  | 3                        | 3                        | 8                        | 46.32 s                  |                          |                          |

### Semifinaler
| Heat 1 av 2 Datum: Söndag 24 september 2000 | Heat 1 av 2 Datum: Söndag 24 september 2000 | Heat 1 av 2 Datum: Söndag 24 september 2000 | Heat 1 av 2 Datum: Söndag 24 september 2000 | Heat 1 av 2 Datum: Söndag 24 september 2000 | Heat 1 av 2 Datum: Söndag 24 september 2000 | Heat 1 av 2 Datum: Söndag 24 september 2000 | Heat 1 av 2 Datum: Söndag 24 september 2000 | Heat 1 av 2 Datum: Söndag 24 september 2000 |
| Placering                                   | Placering                                   | Idrottare                                   | Nation                                      | Bana                                        | Reaktion                                    | Tid                                         | Kval                                        | Rekord                                      |
| Heat                                        | Totalt                                      | Idrottare                                   | Nation                                      | Bana                                        | Reaktion                                    | Tid                                         | Kval                                        | Rekord                                      |
| ------------------------------------------- | ------------------------------------------- | ------------------------------------------- | ------------------------------------------- | ------------------------------------------- | ------------------------------------------- | ------------------------------------------- | ------------------------------------------- | ------------------------------------------- |
| 1                                           | 1                                           | Alvin Harrison                              | USA                                         | 6                                           | 0,220 s                                     | 44,53 s                                     | Q                                           |                                             |
| 2                                           | 2                                           | Michael Johnson                             | USA                                         | 5                                           | 0.164 s                                     | 44.65 s                                     | Q                                           |                                             |
| 3                                           | 3                                           | Gregory Haughton                            | Jamaica                                     | 3                                           | 0.258 s                                     | 44.93 s                                     | Q                                           |                                             |
| 4                                           | 4                                           | Sanderlei Claro Parrela                     | Brasilien                                   | 2                                           | 0.212 s                                     | 45.17 s                                     | Q                                           |                                             |
| 5                                           | 5                                           | Avard Moncur                                | Bahamas                                     | 8                                           | 0.198 s                                     | 45.18 s                                     |                                             |                                             |
| 6                                           | 12                                          | Piotr Haczek                                | Polen                                       | 6                                           | 0.470 s                                     | 45.66 s                                     |                                             |                                             |
| 7                                           | 13                                          | Patrick Dwyer                               | Australien                                  | 1                                           | 0.176 s                                     | 45.70 s                                     |                                             |                                             |
| 8                                           | 14                                          | Hamdan O Al-Bishi                           | Saudiarabien                                | 7                                           | 0.179 s                                     | 45.98 s                                     |                                             |                                             |

| Heat 2 av 2 Datum: Söndag 24 september 2000 | Heat 2 av 2 Datum: Söndag 24 september 2000 | Heat 2 av 2 Datum: Söndag 24 september 2000 | Heat 2 av 2 Datum: Söndag 24 september 2000 | Heat 2 av 2 Datum: Söndag 24 september 2000 | Heat 2 av 2 Datum: Söndag 24 september 2000 | Heat 2 av 2 Datum: Söndag 24 september 2000 | Heat 2 av 2 Datum: Söndag 24 september 2000 | Heat 2 av 2 Datum: Söndag 24 september 2000 |
| Placering                                   | Placering                                   | Idrottare                                   | Nation                                      | Bana                                        | Reaktion                                    | Tid                                         | Kval                                        | Rekord                                      |
| Heat                                        | Totalt                                      | Idrottare                                   | Nation                                      | Bana                                        | Reaktion                                    | Tid                                         | Kval                                        | Rekord                                      |
| ------------------------------------------- | ------------------------------------------- | ------------------------------------------- | ------------------------------------------- | ------------------------------------------- | ------------------------------------------- | ------------------------------------------- | ------------------------------------------- | ------------------------------------------- |
| 1                                           | 6                                           | Antonio Pettigrew                           | USA                                         | 4                                           | 0,499 s                                     | 45,24 s                                     | Q                                           |                                             |
| 2                                           | 7                                           | Danny McFarlane                             | Jamaica                                     | 7                                           | 0.253 s                                     | 45.38 s                                     | Q                                           |                                             |
| 3                                           | 8                                           | Hendrick Mokganyetsi                        | Sydafrika                                   | 5                                           | 0.529 s                                     | 45.52 s                                     | Q                                           |                                             |
| 4                                           | 9                                           | Robert Mackowiak                            | Polen                                       | 6                                           | 0.192 s                                     | 45.53 s                                     | Q                                           |                                             |
| 5                                           | 10                                          | Daniel Caines                               | Storbritannien                              | 8                                           | 0.168 s                                     | 45.55 s                                     |                                             |                                             |
| 6                                           | 11                                          | Casey Vincent                               | Australien                                  | 2                                           | 0.229 s                                     | 45.61 s                                     |                                             |                                             |
| 7                                           | 15                                          | Alessandro Attene                           | Italien                                     | 1                                           | 0.221 s                                     | 46.41 s                                     |                                             |                                             |
| -                                           | -                                           | Davian Clarke                               | Jamaica                                     | 3                                           | 0.270 s                                     | DNF                                         |                                             |                                             |

Totala resultat Semifinaler
| Semifinaler Totala resultat | Semifinaler Totala resultat | Semifinaler Totala resultat | Semifinaler Totala resultat | Semifinaler Totala resultat | Semifinaler Totala resultat | Semifinaler Totala resultat | Semifinaler Totala resultat | Semifinaler Totala resultat |
| Placering                   | Idrottare                   | Nation                      | Heat                        | Bana                        | Placering                   | Tid                         | Kval                        | Rekord                      |
| --------------------------- | --------------------------- | --------------------------- | --------------------------- | --------------------------- | --------------------------- | --------------------------- | --------------------------- | --------------------------- |
| 1                           | Alvin Harrison              | USA                         | 1                           | 6                           | 1                           | 44,53 s                     | Q                           |                             |
| 2                           | Michael Johnson             | USA                         | 1                           | 5                           | 2                           | 44.65 s                     | Q                           |                             |
| 3                           | Gregory Haughton            | Jamaica                     | 1                           | 3                           | 3                           | 44.93 s                     | Q                           |                             |
| 4                           | Sanderlei Claro Parrela     | Brasilien                   | 1                           | 2                           | 4                           | 45.17 s                     | Q                           |                             |
| 5                           | Avard Moncur                | Bahamas                     | 1                           | 8                           | 5                           | 45.18 s                     |                             |                             |
| 6                           | Antonio Pettigrew           | USA                         | 2                           | 4                           | 1                           | 45.24 s                     | Q                           |                             |
| 7                           | Danny McFarlane             | Jamaica                     | 2                           | 7                           | 2                           | 45.38 s                     | Q                           |                             |
| 8                           | Hendrick Mokganyetsi        | Sydafrika                   | 2                           | 5                           | 3                           | 45.52 s                     | Q                           |                             |
| 9                           | Robert Mackowiak            | Polen                       | 2                           | 6                           | 4                           | 45.53 s                     | Q                           |                             |
| 10                          | Daniel Caines               | Storbritannien              | 2                           | 8                           | 5                           | 45.55 s                     |                             |                             |
| 11                          | Casey Vincent               | Australien                  | 2                           | 2                           | 6                           | 45.61 s                     |                             |                             |
| 12                          | Piotr Haczek                | Polen                       | 1                           | 4                           | 6                           | 45.66 s                     |                             |                             |
| 13                          | Patrick Dwyer               | Australien                  | 1                           | 1                           | 7                           | 45.70 s                     |                             |                             |
| 14                          | Hamdan O Al-Bishi           | Saudiarabien                | 1                           | 7                           | 8                           | 45.98 s                     |                             |                             |
| 15                          | Alessandro Attene           | Italien                     | 2                           | 1                           | 7                           | 46.41 s                     |                             |                             |
| -                           | Davian Clarke               | Jamaica                     | 2                           | 3                           |                             | DNF                         |                             |                             |

### Final
| 1   | Michael Johnson         | USA       | 6 | 0,610 s | 43,84 s |    |
| 2   | Alvin Harrison          | USA       | 4 | 0,490 s | 44,40 s |    |
| 3   | Gregory Haughton        | Jamaica   | 8 | 0,346 s | 44,70 s | SB |
| 4   | Sanderlei Claro Parrela | Brasilien | 2 | 0,280 s | 45,01 s |    |
| 5   | Robert Mackowiak        | Polen     | 1 | 0,232 s | 45,14 s |    |
| 6   | Hendrick Mokganyetsi    | Sydafrika | 7 | 0,442 s | 45,26 s |    |
| 7   | Danny McFarlane         | Jamaica   | 2 | 0,332 s | 45,55 s |    |
| DSQ | Antonio Pettigrew       | USA       | 5 | 0,576 s | 45,42 s |    |